# Andrzej Szmidt

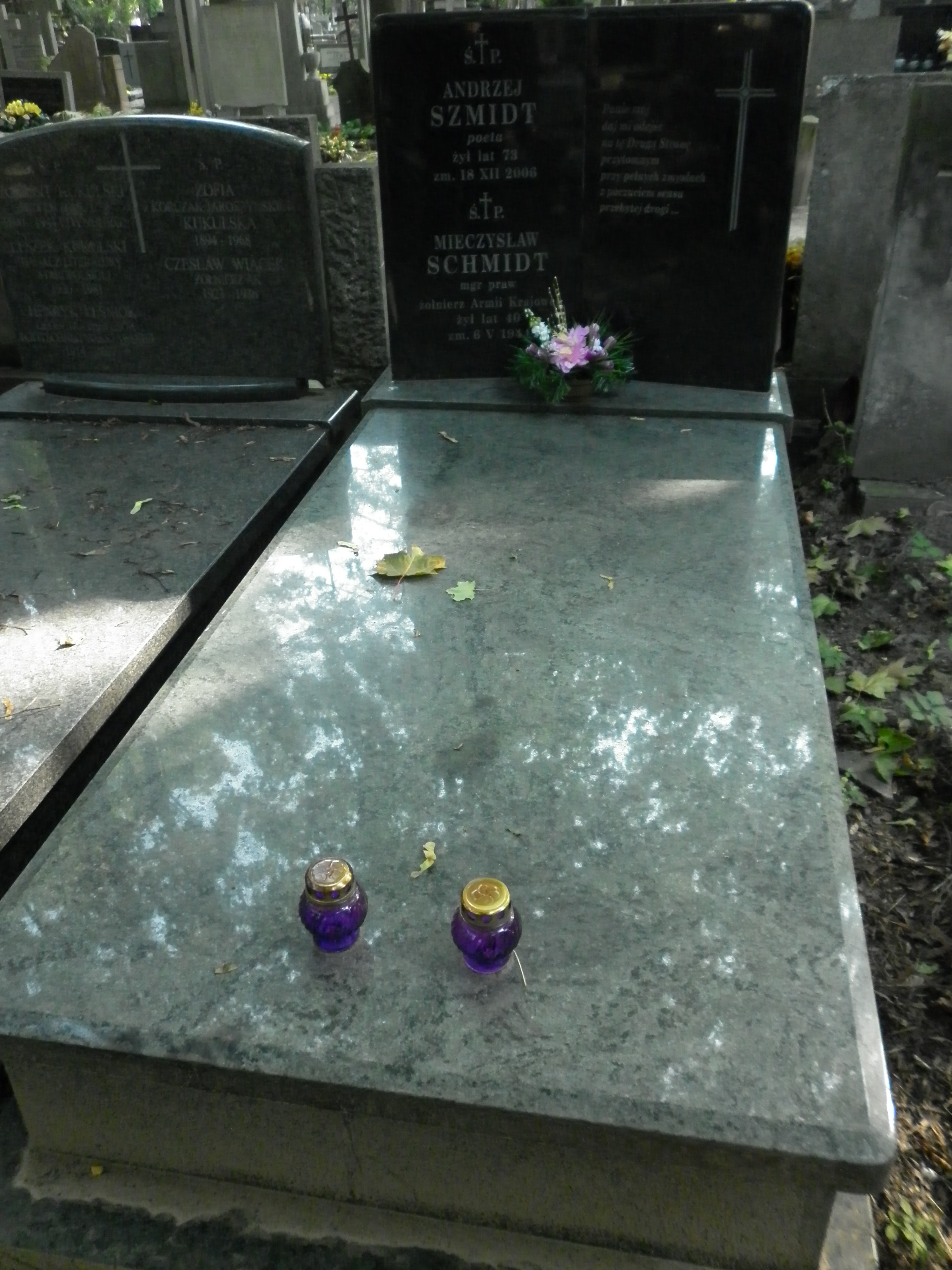
Grób Andrzeja Szmidta na cmentarzu Powązkowskim

Andrzej Szmidt (ur. 1933 w Lyonie, zm. 18 grudnia 2006 w Warszawie) – polski poeta, członek Stowarzyszenia Pisarzy Polskich, laureat literackiej Nagrody Czesława Miłosza z 1992 roku (za tom wierszy „Skrzypeczki”).
Ukończył polonistykę na Katolickim Uniwersytecie Lubelskim. Od 1958 związany z miesięcznikiem Więź, gdzie prowadził dział poezji. Zadebiutował w 1966 tomem poezji „Malowanki”. Następnie ukazały się: „Złożenie broni”, „Szczoteczka do sumienia”, „Wyrok nieprawomocny”, „Skrzypeczki”, „Modne ubranko”, „Wiersze wybrane”, „Zapiski”.
Jego wiersz pt. „Taki pejzaż” śpiewały Ewa Demarczyk i Wanda Warska.
Jest pochowany na cmentarzu Powązkowskim (kwatera 267-2-24).